# Abu Asim Muhammad ben Ahmad
Abu Asim Muhammad ben Ahmad ben Muhammad ben Abd Allah ben Abbad, conegut com al-Abbadí (Herat 985-1066), fou un jurisconsult shafita que va estudiar a Herat i a Nisabur. Fou cadi d'Herat fins a la seva mort.

## Obres
- Tabakat al-Shafiiyyin
- Adah al-hada